# Schutznische

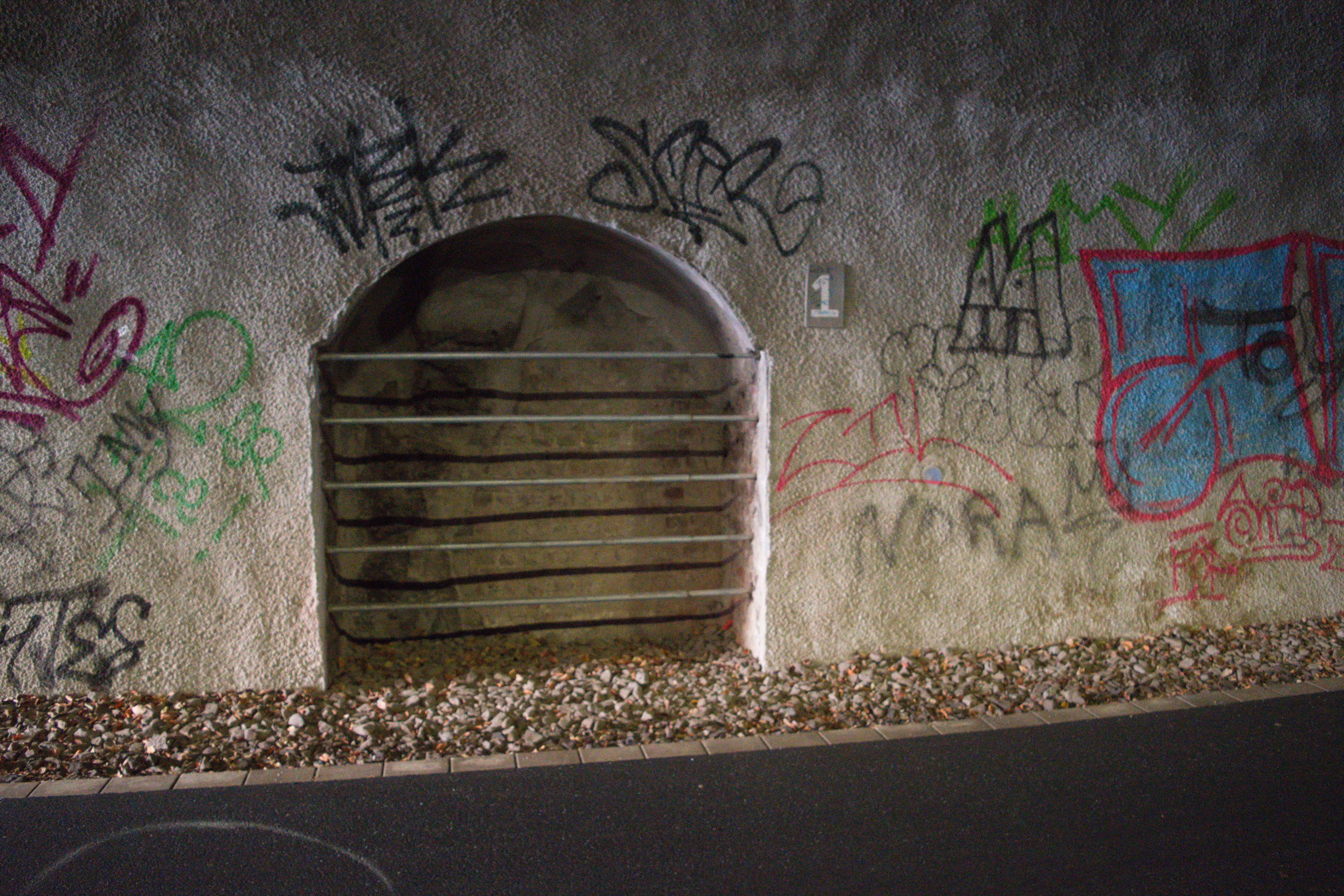
Schutznische; die waagerechten Stangen sind nachträglich, beim Ausbau zum Radweg im Fatloh-Tunnel (Wuppertal) auf der stillgelegten Bahnstrecke, eingebaut worden.

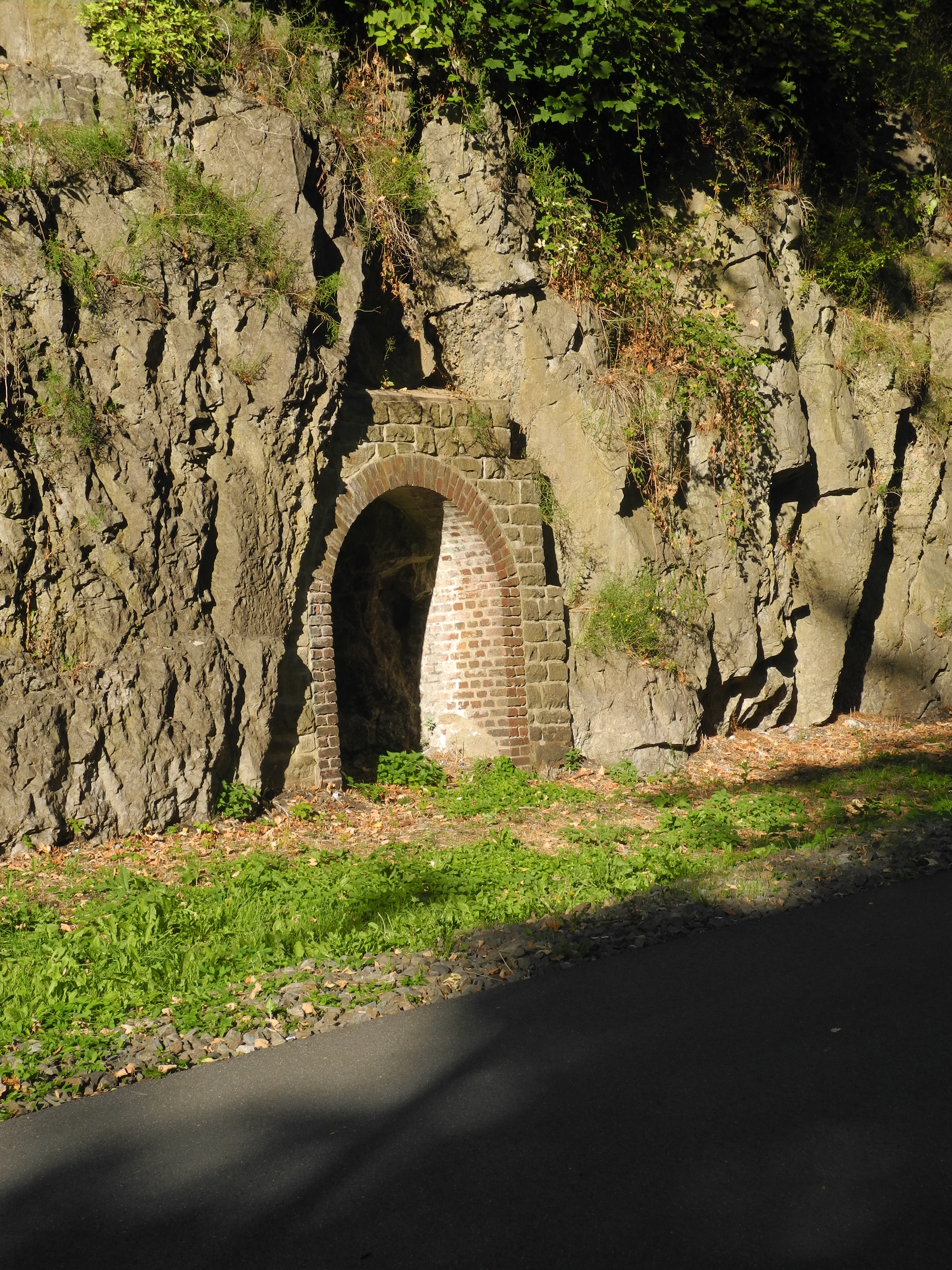
Schutznische bei einem Bahneinschnitt bei Bramdelle (Wuppertal)

Eine Schutznische oder Sicherheitsnische (auch: Tunnelnische) ist eine Nische zum Schutz der Arbeiter in einem Tunnel oder Bahneinschnitt.
Bedienstete der Eisenbahn, beispielsweise Streckenläufer oder Arbeiter, die sich in einem Eisenbahntunnel aufhalten, brauchen, fährt ein Zug durch den Tunnel, einen Schutzraum. Gleiches gilt, wenn eine Strecke in einem tiefen und engen Geländeeinschnitt verläuft. Die Nischen dienen auch dazu, Werkzeug vorübergehend zu lagern. Bei längeren Tunneln gibt es zusätzlich größere abschließbare Räume, um Gerätschaften aufzubewahren.
Bei eingleisigen Strecken sind Schutznischen in der Regel auf einer Seite, bei gekrümmten Strecken auf der äußeren Bogenseite eingebaut. Bei zweigleisigen Tunneln werden Nischen zumeist einander gegenüberliegend angeordnet. Die Nischen werden in einem Abstand von rund 20 Meter eingebaut.